# Always & Forever (Randy Travis)
Always & Forever è il secondo album in studio del cantante statunitense Randy Travis, pubblicato nel 1987.

## Tracce
1. Too Gone Too Long – 2:24
2. My House – 2:54
3. Good Intentions – 3:37
4. What'll You Do About Me – 2:38
5. I Won't Need You Anymore (Always and Forever) – 3:08
6. Forever and Ever, Amen – 3:31
7. I Told You So – 3:40
8. Anything – 2:41
9. The Truth Is Lyin' Next to You – 3:24
10. Tonight We're Gonna Tear Down the Walls – 2:38